# Église Notre-Dame-de-Nazareth de Monteux
Pour les articles homonymes, voir Église Notre-Dame-de-Nazareth, Église Notre-Dame et Notre-Dame.
L'église Notre-Dame-de-Nazareth est située à Monteux, en Vaucluse.

## Description
L'édifice est inscrit aux Monuments historiques depuis 1992.

## Galerie d'images

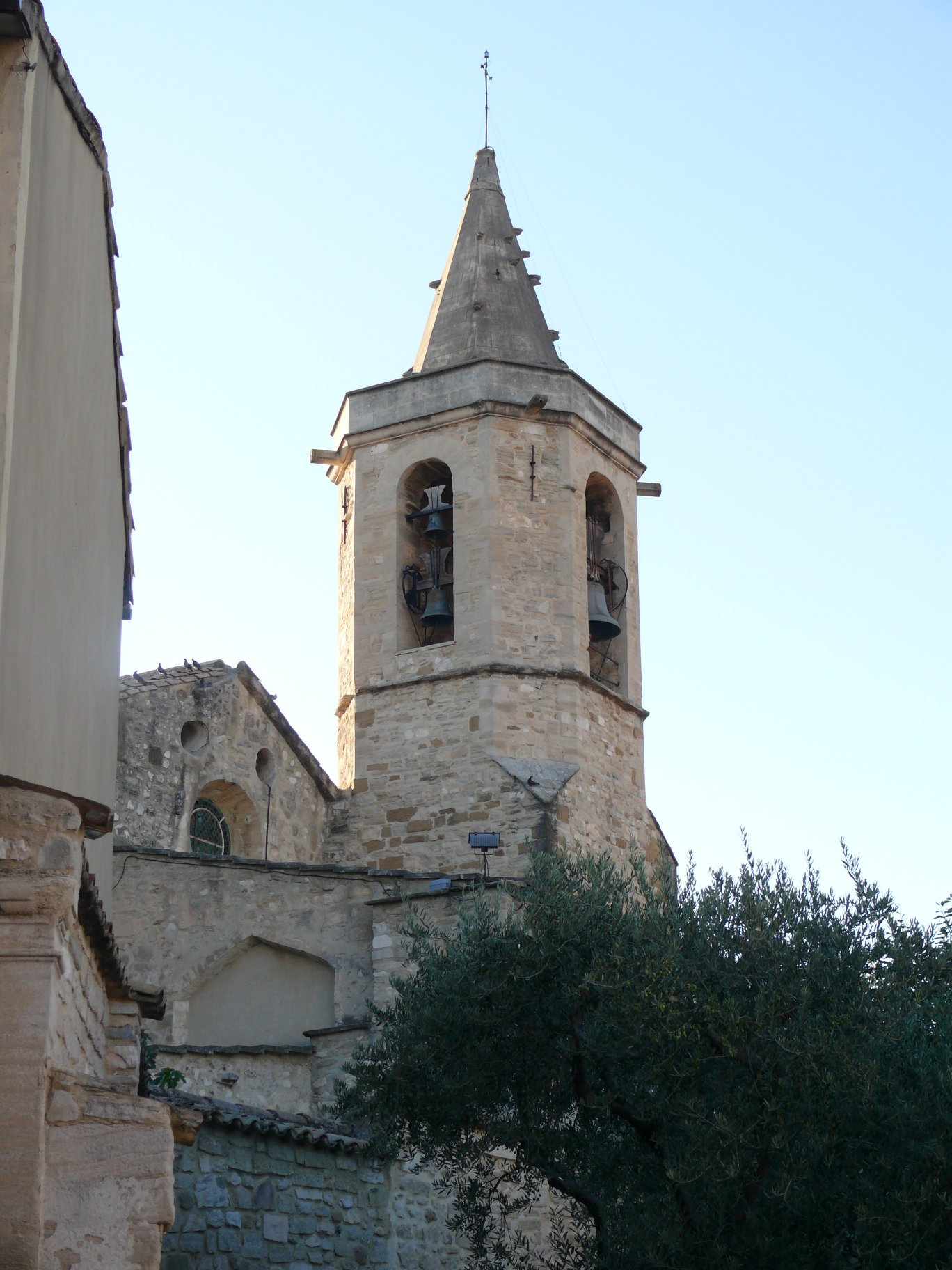
Le clocher
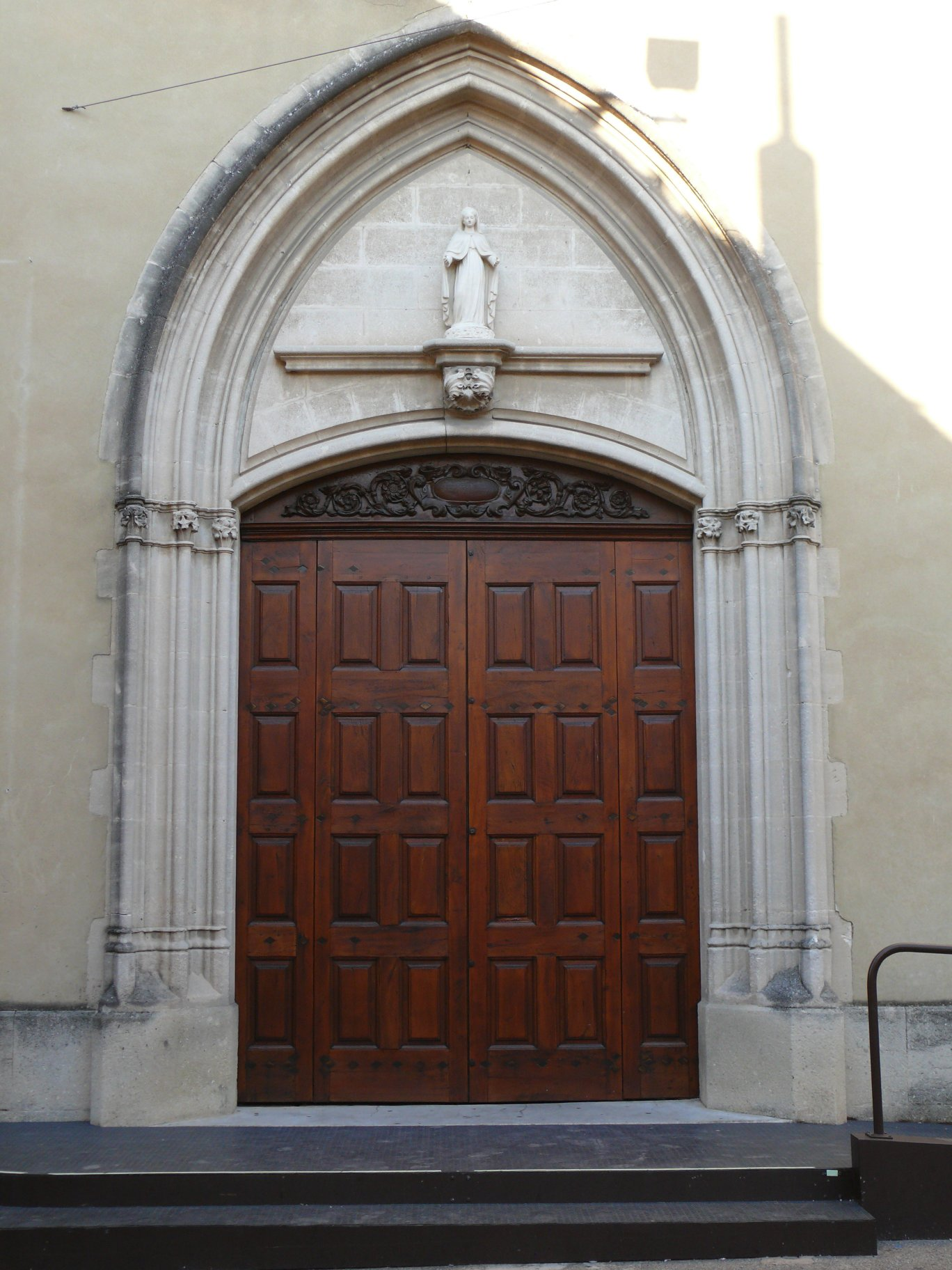
La porte principale
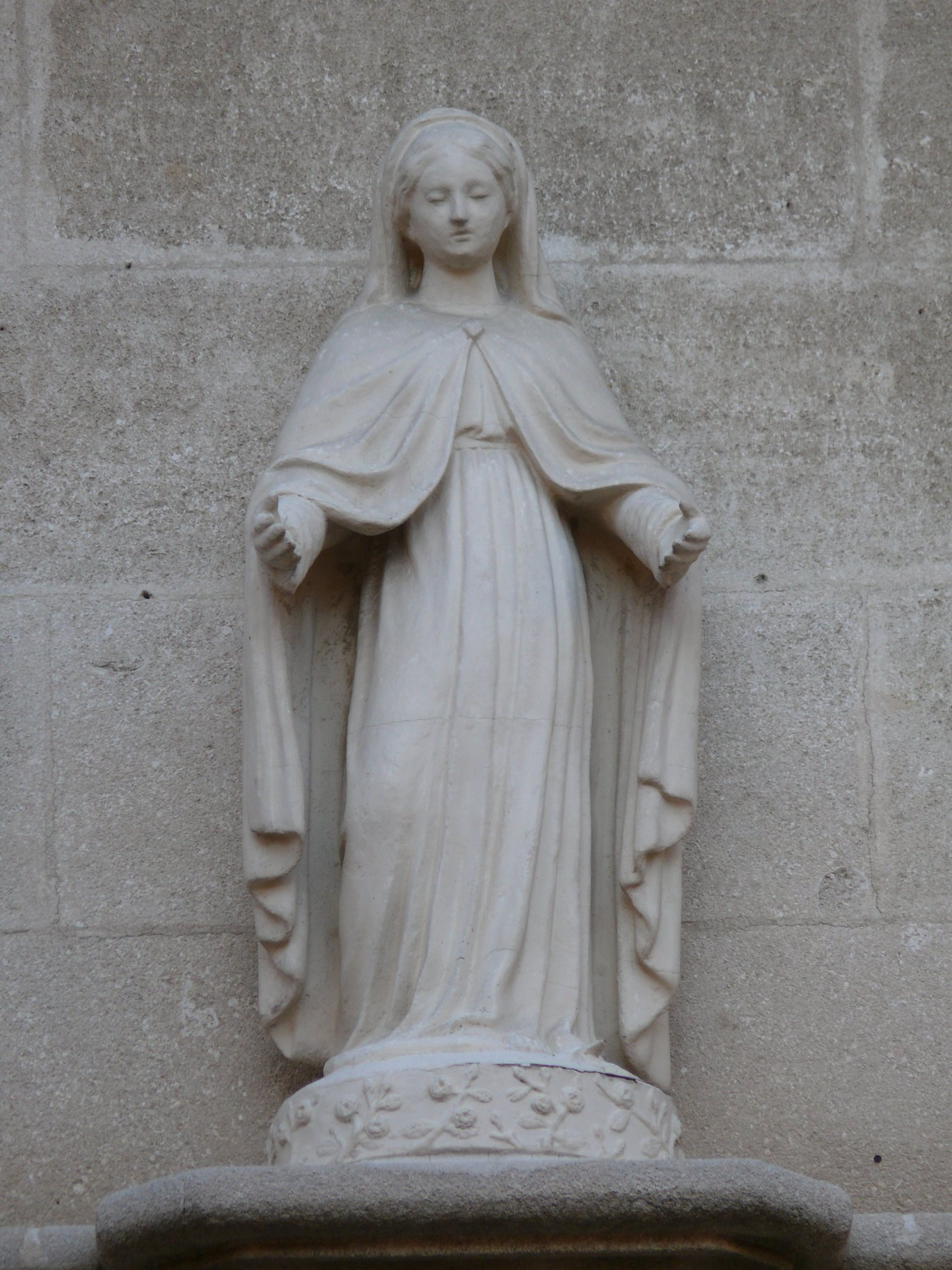
Statue de la Vierge
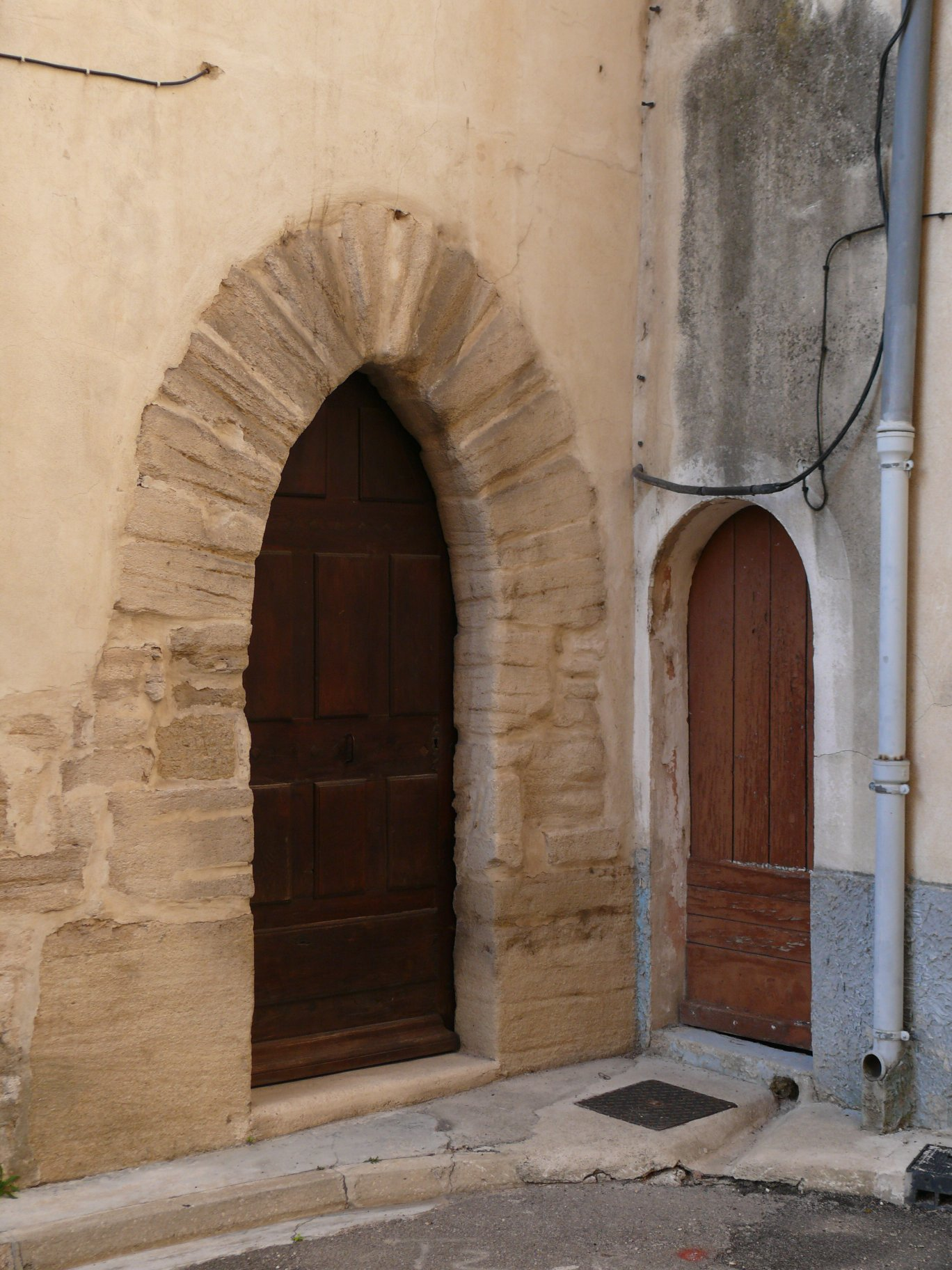
Porte latérale